# Pontus af Burén (1802–1878)
Didrik Pontus af Burén, född 24 juli 1802 i Kristbergs församling, Östergötlands län, död 20 mars 1878 i Ekeby församling, Östergötlands län, var en svensk bruksägare och riksdagspolitiker. 

## Biografi
Pontus af Burén föddes 1802 på Karlsby i Kristbergs socken. Han var son till bruksägaren Peter Carl af Burén och Hedvig Elisabet Waller. af Burén blev student vid Uppsala universitet 1819 och avlade examen till rättegångsverken 1821. Han blev 1825 vice häradshövding och 29 mars 1825 postmästare i Boxholm. af Burén utnämndes 28 april 1853 till riddare av Vasaorden och slutade 22 januari 1858 som postmästare. Han fick utmärkelsen kommendör av 1. klass av Vasaorden den 28 januari 1865. af Burén avled 1878 på Boxholms säteri i Ekeby socken.
af Burén var ägare till Boxholms bruk 1849-1864 och riksdagsledamot för Ridderskapet och adeln 1862-1866. Han representerade 1869-1871 Östergötlands län i riksdagens första kammare. af Burén var 1870 suppleant i konstitutionsutskottet. 

### Egendom
af Burén ägde Boxholms säteri i Ekeby socken och hus i Stockholm.

### Familj
af Burén gifte sig 30 december 1832 på Hulterstad i Mjölby socken med friherrinnan Carolina Mariana Ehrenkrona (1814–1884). Hon var dotter till kanslisten friherre Samuel Carl Filip Gammal Ehrenkrona och grevinnan Henrika Lovisa Sparre af Söfdeborg. De fick tillsammans barnen Hedvig Carolina Lovisa af Burén (1833–1882) som var gift med godsägaren Carl Henrik Adolf Blûm, adelsmannen Pontus af Burén (1835–1905), ryttmästaren Claes Fredrik af Burén (1836–1892), Matilda Sofia af Burén (1838–1909) som var gift med kanslirådet Otto August Sjögreen, Mariana Christina af Burén (1840–1844), överintendenten Axel Burén (1842–1923), Hilda Augusta Elisabet af Burén (1845–1896) som var gift med ryttmästaren Axel Sjögreen och Gustaf Filip af Burén (1847–1847).